# Cut You Loose!
| Recensione | Giudizio |
| ---------- | -------- |
| AllMusic   |          |

Cut You Loose! è un album discografico dell'armonicista blues statunitense James Cotton, pubblicato dall'etichetta discografica Vanguard Records nel dicembre del 1968.

## Tracce

### LP
Lato A
1. River's Invitation – 2:42 (Percy Mayfield)
2. Honest I Do – 2:47 (Jimmy Reed, Ewart Gladstone Abner, Jr.)
3. Got to Get You Off My Mind – 2:07 (Dolores Burke, Josephine Burke Moore)
4. Coast Blues – 7:19 (James Cotton, Wayne Talbert)
5. Next Time You See Me (Wm Harvey (Bill Harvey), Earl Forest)

Lato B
1. Cut You Loose – 2:56 (Wayne Talbert)
2. Ain't Nobody's Business – 3:23 (Richard Henry Grisham)
3. Set a Date – 2:15 (Memphis Minnie)
4. Slippin' and Slidin' – 4:29 (Amos Milburn)
5. Negative Ten-Four – 6:50 (Wayne Talbert)

## Musicisti
- James Cotton - voce, armonica
- Martin Fierro - sassofono tenore, sassofono baritono
- Joe Rodriguez - batteria
- Mike Fender - tromba bassa
- James Cook - chitarra
- Wayne Talbert - pianoforte, organo, arrangiamento strumenti a fiato
- Eddie Adams - contrabbasso
- Guitar Junior (Lee Baker, Jr.) - chitarra (brani: Next Time You See Me e Set a Date)
- Jeremiah Jenkins - organo (brano: Next Time You See Me)
- Michael Tschudin - pianoforte (brano: Slippin' and Slidin')
- Peter Malick - chitarra (brano: Slippin' and Slidin')

Note aggiuntive
- Michael Chechik - produttore
- Sam Charters - produttore esecutivo
- Registrazioni effettuate nell'aprile del 1968 al Coast Recording di San Francisco, California
- Remixato al Vanguard's 23rd Street Studiio di New York City, New York
- Robert Lurie - ingegnere del remixaggio
- Jim Marshall - fotografie copertina album originale
- Fred Holtz - design retrocopertina album originale[2]